# 탁월풍

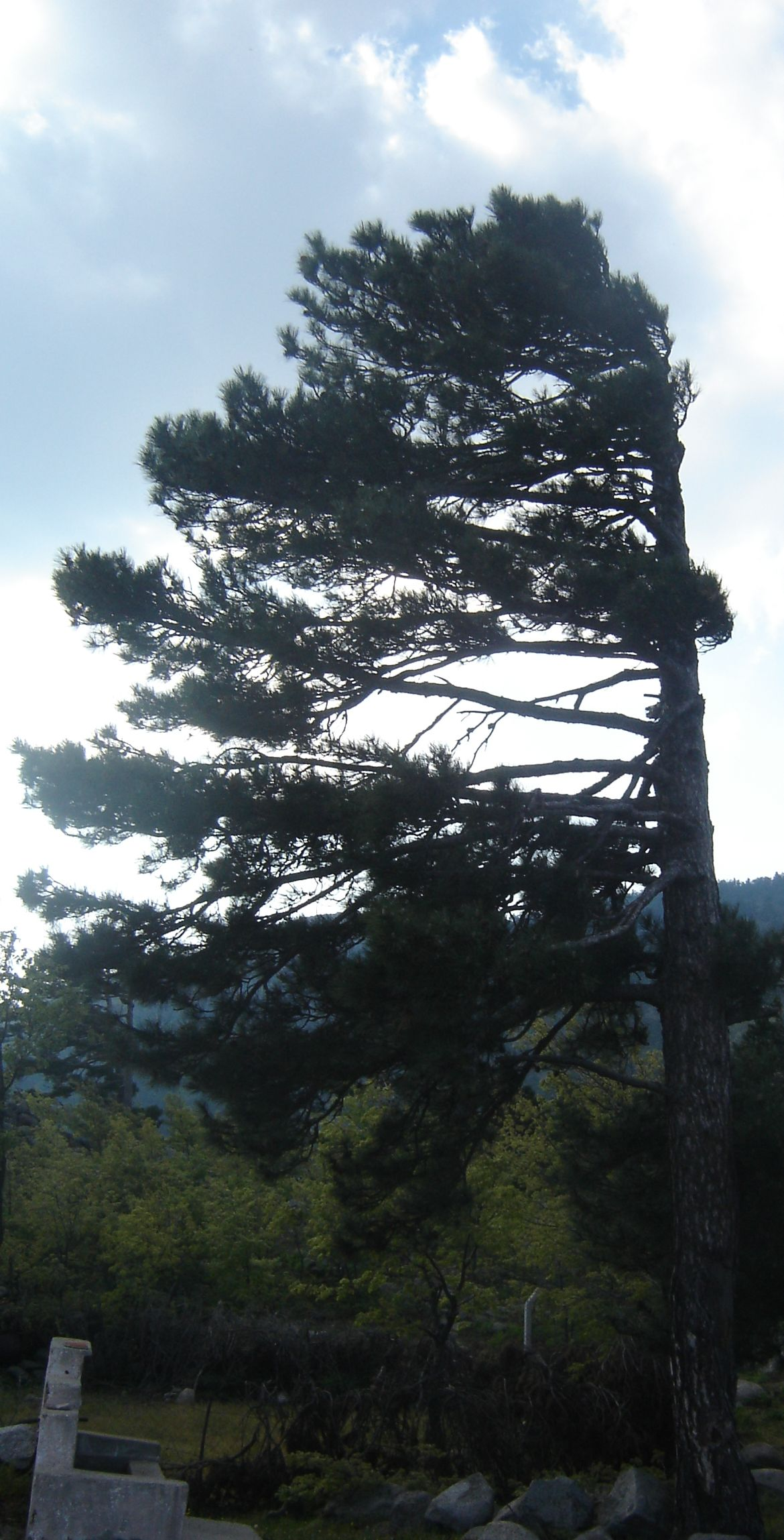
탁월풍에 의해 한쪽으로 치우쳐진 터키 지방의 한 나무

탁월풍(卓越風) 또는 항상풍(恒常風), 일반풍(一般風)은 일정 지역, 혹은 일정 위도 영역에서, 거의 일정한 방향으로 부는 바람을 말한다. 열대권에서는 무역풍, 위도 30도 ~ 60도까지는 편서풍 그리고 극지방에서는 극동풍이 탁월풍이다.
특정 위도의 탁월풍의 풍향은 코리올리 힘의 영향을 받아 북반구에서는 시계 방향, 남반구에서는 시계 반대 방향으로 구부러진다.

## 탁월풍, 항상풍, 일반풍
탁월풍과 항상풍, 일반풍은 보통 유사한 의미로 사용된다. 하지만 탁월풍은 특정 지역의 현상을 기술하는 경우에, 항상풍 또는 일반풍은 지구 보편적인 현상을 기술하는 경우에 선호된다. 가령 대한민국의 경우, 중위도대에 위치하여 있기 때문에 항상풍은 편서풍에 해당되며, 탁월풍은 북서계절풍에 해당된다.

## 같이 보기
- 무역풍
- 풍속 (속도)
- 대기 순환